# Huron County (Ohio)
Huron County je okres amerického státu Ohio založený v roce 1809. Správním střediskem je město Norwalk. Okres byl pojmenovaný na počest indiánského kmene Huronů, kteří dříve žili v okolí Velkých jezer.

## Sousední okresy
| Růžice kompasu | Sandusky County | Erie County         |                | Růžice kompasu |
| Růžice kompasu | Seneca County   | Sever               | Lorain County  | Růžice kompasu |
| Růžice kompasu | Seneca County   | Huron County (Ohio) | Lorain County  | Růžice kompasu |
| Růžice kompasu | Seneca County   | Jih                 | Lorain County  | Růžice kompasu |
| Růžice kompasu | Crawford County | Richland County     | Ashland County | Růžice kompasu |